# Тышкевич, Василий Антонович
Василий Антонович Тышкевич (20 апреля 1920, Нераж, Киевская губерния — 12 декабря 1986, Киев) — командир стрелковой роты 1052-го стрелкового полка 301-й стрелковой дивизии 5-й ударной армии 1-го Белорусского фронта, капитан. Герой Советского Союза.

## Биография
Родился 20 апреля 1920 года в селе Нераж (ныне Черняховского района Житомирской области) в крестьянской семье. Украинец.
В 1936 году окончил семь классов. Работал кладовщиком в селе Басенковичи Витебской области.
В сентябре 1940 года призван в ряды Красной армии. В боях Великой Отечественной войны с июня 1941 года. Воевал на Сталинградском, 3-м Украинском, 1-м Белорусском фронтах. В 1942 году окончил Астраханское пехотное училище, в 1943 — курсы командиров рот. Был шесть раз ранен. Член КПСС с 1944 года.
Указом Президиума Верховного Совета СССР от 27 февраля 1945 года за мужество и героизм, проявленные в боях за овладение и удержание плацдарма на реке Пилица, капитану Василию Антоновичу Тышкевичу присвоено звание Героя Советского Союза с вручением ордена Ленина и медали «Золотая Звезда».
5 февраля 1945 года капитан В. А. Тышкевич, во время отражения атаки гитлеровцев, был тяжело ранен. Это ранение на восемь лет приковало его к госпитальной койке. Он перенёс 17 операций, но остался жив.
В июле 1947 года демобилизовался. Жил в Киеве. Скончался 12 декабря 1986 года. Похоронен в Киеве на городском кладбище «Берковцы».
Награждён орденами Ленина, Отечественной войны 1-й степени, Красной Звезды, медалями.